# L'angelo nero (romanzo M. Waltari)
L'angelo nero (titolo originale Johannes Angelos) è un romanzo dell'autore finlandese Mika Waltari, pubblicato nel 1952. In Italia è pubblicato da Iperborea sotto il titolo Gli Amanti di Bisanzio.
Il romanzo rappresenta la seconda delle due parti della storia di Johannes, mentre il romanzo Nuori Johannes (scritto nel 1951, ma pubblicato postumo nel 1981), inedito in Italia, ne rappresenta la prima parte. Vengono descritte le avventure di un quarantenne greco, Johannes Angelos, che, scappato dall'Impero Ottomano del sultano Maometto II, intreccia una relazione amorosa ed aspetta d'incontrare la  morte durante l'assedio di Costantinopoli del 1453.

## Edizioni
- Mika Waltari, L'angelo nero, Garzanti, 1954.
- Mika Waltari, Gli amanti di Bisanzio, traduzione di Nicola Rainò, Iperborea, 2 giugno 2014,  p. 320, ISBN 9788870915297.